# Détroit de Freeman

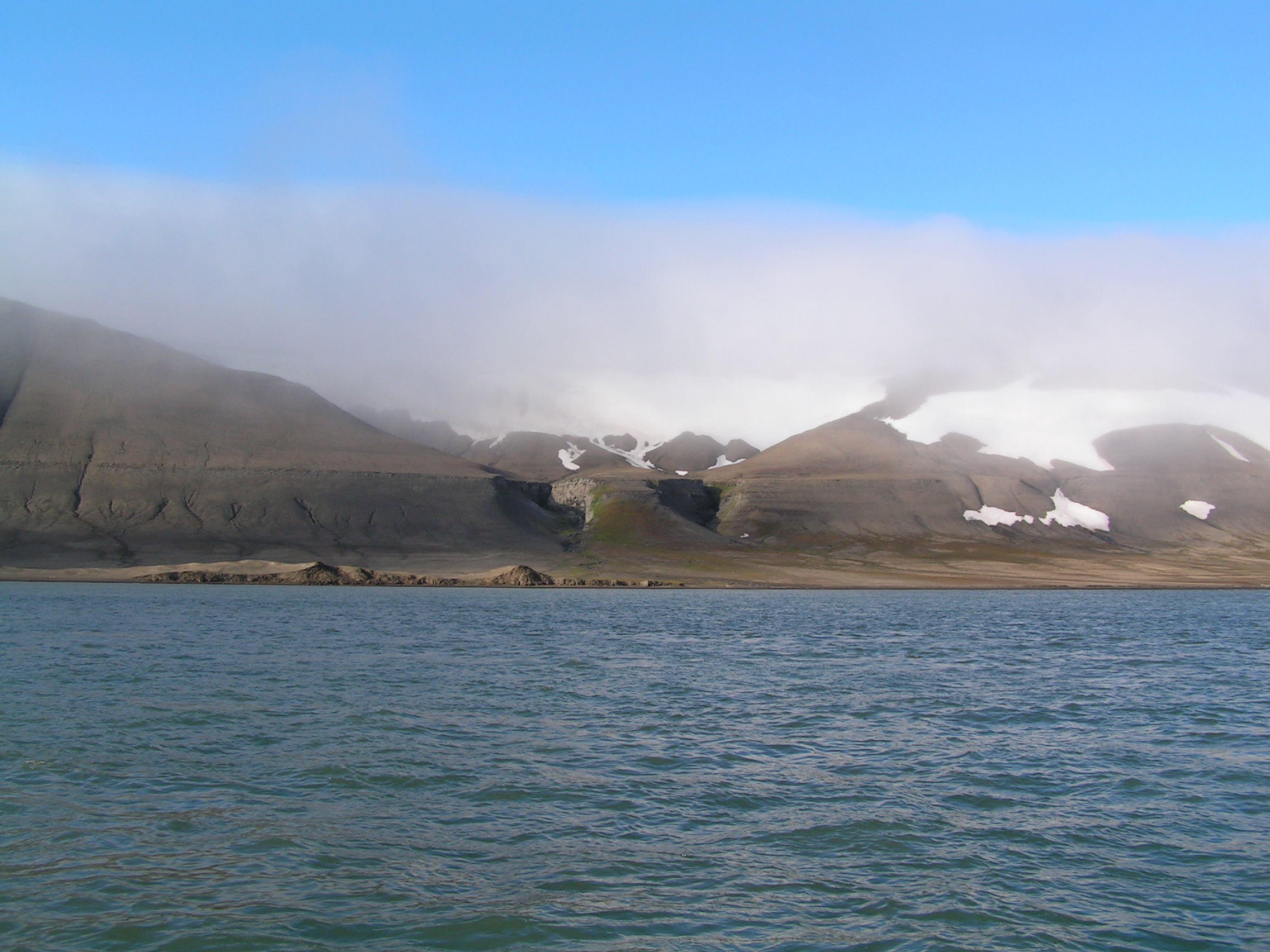
Détroit de Freeman, entre l'île de Barents et l'île Edge.

Le détroit de Freeman, en norvégien Freemansundet, est un détroit de l'océan Arctique séparant les îles norvégiennes de Barentsøya et de Edgeøya. Il doit son nom à un commerçant anglais du XVIIe siècle impliqué dans la chasse à la baleine. L'ours polaire est un visiteur saisonnier du détroit de Freeman.